# Pavel Lungin
Pavel Semënovič Lungin, in russo Павел Семёнович Лунгин? (Mosca, 12 luglio 1949), è un regista, sceneggiatore e produttore cinematografico russo.

## Biografia
Con la sua opera prima, Taxi Blues (Taksi-Blyuz), ha vinto il premio per la miglior regia del Festival di Cannes 1990.
Nel 2010 l'Ischia Film Festival gli ha riconosciuto il Ciak di Corallo alla carriera.

## Filmografia
- Taxi Blues (Taksi-Bljuz) (1990)
- Luna-park (1992)
- La mer de toutes les Russies, episodio del film À propos de Nice, la suite (1995)
- La vita in rosso (Ligne de vie) (1996)
- Le nozze (Svadba) (2000)
- Oligarch (2002)
- Bednye rodstvenniki (2005)
- L'isola (Ostrov) (2006)
- Vetka sireni (2007)
- Lilacs (2007)
- Car' (2009)
- Dirižёr (2012)
- Bratstvo (2019)
- Esau (2019)